# Noxen
Noxen es un lugar designado por el censo ubicado en el condado de Wyoming en el estado estadounidense de Pensilvania. En el Censo de 2010 tenía una población de 633 habitantes y una densidad poblacional de 197,26 personas por km².

## Geografía
Noxen se encuentra ubicado en las coordenadas 41°25′19″N 76°4′9″O / 41.42194, -76.06917. Según la Oficina del Censo de los Estados Unidos, Noxen tiene una superficie total de 5.16 km², de la cual 5.13 km² corresponden a tierra firme y (0.6%) 0.03 km² es agua.

## Demografía
Según el censo de 2010, había 633 personas residiendo en Noxen. La densidad de población era de 197,26 hab./km². De los 633 habitantes, Noxen estaba compuesto por el 98.89% blancos, el 0% eran afroamericanos, el 0% eran amerindios, el 0% eran asiáticos, el 0% eran isleños del Pacífico, el 0% eran de otras razas y el 1.26% pertenecían a dos o más razas. Del total de la población el 0.32% eran hispanos o latinos de cualquier raza.